# Eugeniu Arthur Buhman
Eugeniu Arthur Buhman (n. 12 septembrie 1869, Iași - d. 23 decembrie 1957), (uneori pomenit ca "Eugen") a fost un om politic român care a îndeplinit, printre altele, funcția de secretar particular al Majestății Sale Regelui Carol al II-lea al României.
Eugeniu Buhman a fost un observator apropiat al vieții de la Curtea Regală a României pe o durată lungă, între anii 1898 și 1940.
Memoriile sale au fost publicate sub titlul Patru decenii în serviciul Casei Regale a României: memorii 1898-1940.